# Wessobrunn
Wessobrunn – miejscowość i gmina w Niemczech, w kraju związkowym Bawaria, w rejencji Górna Bawaria, w regionie Oberland, w powiecie Weilheim-Schongau. Leży około 10 km na północny zachód od Weilheim in Oberbayern.

## Demografia
Dane o ludności z 31 grudnia 2008:
| Opis                                | Ogółem | Ogółem | Kobiety | Kobiety | Mężczyźni | Mężczyźni |
| ----------------------------------- | ------ | ------ | ------- | ------- | --------- | --------- |
| Jednostka                           | osób   | %      | osób    | %       | osób      | %         |
| Populacja                           | 2086   | 100    | 1006    | 48,23   | 1080      | 51,77     |
| Wiek przedprodukcyjny (0–17 lat)    | 450    | 21,57  | 206     | 9,88    | 244       | 11,7      |
| Wiek produkcyjny (18–65 lat)        | 1218   | 58,39  | 581     | 27,85   | 637       | 30,54     |
| Wiek poprodukcyjny (powyżej 65 lat) | 418    | 20,04  | 219     | 10,5    | 199       | 9,54      |

## Polityka
Wójtem gminy jest Helmut Dinter (Die Liste für ALLE), wcześniej urząd ten obejmowała Hertha-Brigitte Lang, rada gminy składa się z 14 osób.
|      | FWG Forst | FWG | WG Haid | LfA | Razem |
| 2008 | 3         | 5   | 2       | 4   | 14    |
| 2002 | 6         | 4   | 2       | -   | 12    |